# イメージの裏切り
『イメージの裏切り』（イメージのうらぎり、フランス語: La trahison des images [la tʁaizɔ̃ dez imaʒ]、1928年 - 1929年制作）は、ベルギーのシュルレアリスム画家ルネ・マグリットの油彩画。

## 概要
この絵画作品は、喫煙具のパイプを描いたものである。その下にマグリットは、「Ceci n'est pas une pipe.（これはパイプではない）」とフランス語で書き込んだ。
かの有名なパイプ。こいつのおかげでどれだけいろんな連中から非難されてきたことだろうか! でも、私のこのパイプに、タバコを詰めることができるかね? できやしない。これは単なる表現だよ、違うかね?  だから、もし私がこの絵に「これはパイプだ」と書き込んでいたら、私は嘘をついたことになったはずだ!

## コンテクスト
マグリットは、『イメージの裏切り』を30歳の時に描いた。この作品は、現在はロサンゼルス・カウンティ美術館で展示されている。彼の発言は、絵画そのものはパイプではなく、単なるパイプのイメージに過ぎないという意味であると理解されている。つまり、書き込まれているように「これはパイプではない」のだ。パイプが描かれ「これはパイプではない」と書き込まれるという主題は、後に1966年の作品『二つの神秘 (Les Deux Mystères)』へと拡張された。
この作品は、しばしば、パラ言語が伝えるメタメッセージの例として取り上げられる。アルフレッド・コージブスキーの「The word is not the thing（言葉はモノではない）」や「The map is not the territory（地図は現地ではない）」とも比較すべきものである。

## 関連文献
- Allmer, Patricia. René Magritte: Beyond Painting, Manchester University Press, 2009. ISBN 0-7190-7928-4.
- Foucault, Michel (1983). This is not a pipe. Berkeley: University of California Press. ISBN 0520049160